# 2008
2008 (MMVIII) — високосний рік, що почався у вівторок 1 січня та закінчився у віторок 31 грудня за григоріанським календарем. 2008-й рік нашої ери — це 8-й рік III-го тисячоліття та XXI-го століття, а також дев'ятий з 2000-х років.

## Події
- 15 січня — в УГКЦ проголошено утворення Волинського екзархату.
- 16 листопада — в Україні набрав чинності закон, який посилює відповідальність за порушення правил дорожнього руху

### Політика
- 1 січня — на Кіпрі та Мальті введено в обіг євро.
- 1 січня — Словенія розпочала головування в Раді ЄС[1].
- 5 лютого — в Женеві Президент України Віктор Ющенко і Генеральний директор СОТ Паскаль Ламі підписали протокол про вступ України до СОТ.
- 17 лютого — Косово самопроголосило незалежність від Сербії.
- 18 лютого — Фідель Кастро оголосив, що остаточно залишає чільні державні посади на Кубі.
- 1—2 лютого — У Вірменії невдоволення опозиції результатами виборів призвело до заворушень, в ході яких загинуло 8 та поранено понад 130 осіб. У Єревані введено надзвичайний стан і введено війська.
- 2 березня — На президентських виборах в Росії переміг Дмитро Медведєв, набравши 70,28% голосів
- 12 березня — Президент Інгушетії (Росія) Мурат Зязіков підписав указ про відставку республіканського уряду.
- 13 березня — Президент Сербії Борис Тадич підписав указ про розпуск парламенту країни й призначив дату позачергових парламентських виборів на 11 травня 2008 року, підтвердивши тим самим урядове рішення про розпуск Скупщини.
- 14 березня — Заворушення в Тибеті проти китайського правління призвели до десятків жертв і погромів.
- 15 березня — Апеляційний суд міста Києва присудив трьом виконавцям вбивства Георгія Гонгадзе по 12-13 років ув'язнення.
- 17 березня — Зіткнення у Косовський Митровиці між сербами і поліцейськими ООН: десятки поранених з обох боків, український миротворець Ігор Киналь загинув від поранень.
- 1 квітня — Урядова криза в Угорщині. Про вихід з коаліції заявив «Союз вільних демократів», який формував правлячу більшість разом із соціалістами.
- 2 квітня — 4 квітня — Саміт країн-членів НАТО в Бухаресті. Україні та Грузії було відмовлено у приєднанні до ПДЧ.
- 10 квітня — Верховна Рада ратифікувала протокол про вступ України до СОТ.
- 7 травня — В Росії відбулась інавгурація президента Дмитра Медведєва
- 10 травня — мешканці М'янми на референдумі підтримали нову конституцію країни.
- 16 травня — Україна стала 152-м повноправним членом Світової організації торгівлі.
- 28 травня — Непал скасував монархію і перетворився на республіку
- 28 травня — Нижня палата парламенту Канади визнала Голодомор актом геноциду
- 12 червня — в Ірландії відбувся референдум щодо затвердження Лісабонського договору ЄС. Ірландці сказали угоді ні.
- 1 липня — Франція розпочала головування в Раді ЄС[1].
- 8 липня — Чехія стала 18-м членом Європейського космічного агентства
- 22 липня — арештований колишній лідер боснійських сербів Радован Караджич
- 5 серпня — черговий переворот у Мавританії. Президента Сіді ульд Шейха змістила його власна охорона.
- 8 серпня — після провокації з боку російських військ, грузинські війська розгорнули військові дії з метою взяти під контроль Південну Осетію. У відповідь російська 58-а армія вдерлася до Грузії (див. Російсько-грузинська війна (2008))
- 12 серпня — під час візиту до Москви головуючого в ЄС президента Франції Ніколя Саркозі прийнятий план з зупинки бойових дій в Грузії (план Медведєва-Саркозі)
- 18 серпня — президент Пакистану Первез Мушарраф оголосив про відставку, зіткнувшись із загрозою імпічменту з боку опозиційного парламенту.
- 26 серпня — заворушення в Таїланді: опозиція займає урядові установи і телебачення
- 26 серпня — Росія визнала незалежності Абхазії та Південної Осетії, відповідний указ видав президент Дмитро Медведєв
- 1 вересня — під загрозою урагану «Густав» у прибережних районах Луїзіани проведена наймасштабніша в світі евакуація двох мільйонів мешканців
- 1 вересня — непопулярний прем'єр-міністр Японії Ясуо Фукуда ухвалив рішення піти у відставку
- 2 вересня — в Бангкоку введений надзвичайний стан
- 2 вересня — Міжнародний суд в Гаазі почав розгляд справи про розмежування шельфу Чорного моря між Україною та Румунією біля острова Зміїний
- 2 вересня — Олександра Лавриновича та Миколу Томенка обрано заступниками голови Верховної Ради України.
- 3 вересня — фракція НУ-НС у Верховній Раді 39 голосами «за» ухвалила вийти з демократичної коаліції.
- 11 вересня — Конституційний суд Іспанії оголосив незаконним референдум про майбутнє країни Басків, який мав за рішенням регіонального уряду пройти 25 жовтня
- 11 вересня — зіткнення в Колумбії, спровоковані сепаратистами у північних і східних провінціях Санта-Крус, Бені, Пандо і Тариха, в нападі із засади на прибічників президента Ево Моралеса вбито 30
- 13 вересня — серія терористичних вибухів у Нью-Делі, згинуло 18, поранено понад 100 людей
- 14 вересня — президент Зімбабве Роберт Мугабе і лідери опозиції підписали угоду про розділ влади: Мугабе залишиться головою держави і головою кабінету міністрів, Морган Цвангираї стає головою ради міністрів, що виконує наглядові функції
- 15 вересня — демократична коаліція у Верховній раді офіційно розпущена
- 17 вересня — атака на посольство США в столиці Ємену Сані, 16 загиблих: 6 нападників, 6 солдатів і перехожі
- 20 вересня — президент ПАР Табо Мбекі погодився піти у відставку на вимогу правлячої партії Африканський національний конгрес
- 20 вересня — терористичний напад на готель Marriott в Ісламабаді, загинули щонайменше 60 чоловік (серед яких посол Чехії Іво Здарек), постраждали 200. Частина готелю зруйнована
- 25 вересня — новий президент ПАР Кгалема Мотланте приведений до присяги
- 8 жовтня — Генеральна Асамблея ООН підтримала в середу запропонований Сербією проєкт резолюції щодо Косово про звернення до Міжнародного суду ООН з приводу законності проголошення незалежності провінції
- 8 жовтня — Росія вивела війська з самовільно встановленої буферної зони поблизу Південної Осетії
- 8 жовтня — президент України Віктор Ющенко в телезверненні оголосив про припинення діяльності Верховної Ради шостого скликання та проведення дострокових парламентських виборів. Указ, опублікований наступного дня призначав вибори на 7 грудня
- 10 жовтня — Індія і США уклали угоду з ядерної енергетики
- 13 жовтня — протести у Чорногорії проти визнання Косово, у зіткненнях з поліцією постраждали десятки людей
- 14 жовтня — Росія передала Китаю спірні острова на Амурі — Великий Уссурійський і Тарабаров — загальною площею 337 км². Цим остаточно залагоджений сорокарічний територіальний спір
- 20 жовтня — президент Віктор Ющенко переніс дату позачергових виборів до Ради на 14 грудня
- 20 жовтня — Євросоюз відновив дипломатичні відносини з Кубою. Дипломатичні санкції проти Куби були введені Євросоюзом в 2003 р. і продовжені в 2005 р.
- 27 жовтня — Президент Грузії Михайло Саакашвілі призначив новим прем'єр-міністром країни Григола Мгалоблишвілі замість колишнього прем'єра Володимира Гургенідзе
- 27 жовтня — на сході Демократичної Республіки Конго почалися активні бойові дії повстанців проти урядової армії і миротворців ООН.
- 29 жовтня — Генеральна асамблея ООН проголосувала за резолюцію, що вимагає відміни ембарго США проти Куби, що діяло останні 46 років; проти проголосували лише делегації США, Ізраїль і Маршаллові Острови. Генасамблея більшістю голосів ухвалила резолюцію, що засуджує економічне, торгове і фінансове ембарго США проти Куби 17-й рік поспіль
- 2 листопада — в Москві президенти Росії Дмитро Медведєв, Азербайджану Ільхам Алієв і Вірменії Серж Саргсян підписали декларацію про мирне врегулювання карабаського конфлікту про міжнародні гарантії, що юридично зобов'язують
- 6 листопада — коронований п'ятий король Бутана, 28-річний Джігме Кхесар Намгьял Вангчук. Він є наймолодшим монархом у світі
- 12 листопада — Арсеній Яценюк звільнений з посади голови Верховної Ради
- 12 листопада — Парламент Алжиру схвалив поправки до конституції, що знімають обмеження обиратися одному президентові тільки на два 5-річних терміни. Президент Алжиру 71-річний Абделазіз Бутефліка вже двічі обирався на посаду глави держави — в 1999 і 2004 рр.
- 13 листопада — 13 поліцейських були засуджені в італійській Генуї за звинуваченням в застосуванні надмірної сили проти маніфестантів-антиглобалістів під час саміту «великої вісімки» в 2001 році. Серед засуджених на терміни від 2 до 4 років — кілька вищих чинів поліції
- 15 листопада — у Вашингтоні в будівлі Національного музею будівництва відкрився перший антикризовий саміт лідерів 20 найбільш економічно розвинених держав (G20). До G20 належать країни «Великої вісімки» та найбільші країни, які розвиваються: Аргентина, Австралія, Бразилія, КНР, Індія, Індонезія, Мексика, Саудівська Аравія, ПАР, Південна Корея, Туреччина, а також ЄС як окрема структура. У роботі саміту візьмуть участь лідери «групи 20», ЄС, ООН, МВФ, Світового банку та Форуму фінансової стабільності, щоб обговорити заходи для виведення світової економіки з кризи.
- 17 листопада — Північна Македонія подала до міжнародного суду на Грецію у зв'язку з тим, що продовжується суперечка між двома країнами навколо офіційного найменування — Республіка Македонія.
- 18 листопада — Міжнародний суд ООН ухвалив рішення прийняти до розгляду позов Хорватії проти Сербії зі звинуваченнями в здійсненні етнічних чисток під час війни на Балканах в 1992—1995 роках
- 25 листопада — близько 75 % жителів Ґренландії проголосували на референдумі за розширення автономії, що може привести острів до майже повної незалежності від Данії
- 26 листопада — Уряд Таїланду розпустив парламент і оголосив про проведення дострокових виборів. З такою заявою виступив командувач армією країни Анупонг Паочинда. Напередодні ввечері протестуючі члени опозиційного «Народного альянсу за демократію» зайняли міжнародний аеропорт. Таким чином мітингувальники намагалися запобігти в'їзду в країну прем'єр-міністра Таїланду Сомчая Вонгсавата, який прибував до Бангкока з Перу, де він брав участь в саміті Азійсько-тихоокеанського економічного співробітництва
- 26 листопада — озброєні автоматами і гранатами терористи зробили серію атак в кількох районах індійського міста Мумбаї, зокрема в готелях, на залізничному вокзалі, у кінотеатрі, міській лікарні. Загинуло понад 100 людей, сотні поранені
- 26 листопада — в Нігерії в місті Джос після проведення місцевих виборів більше 380 чоловік загинули в зіткненнях між представниками народності гауса (Hausa), які дотримуються мусульманства, і переважно християнською народністю бером (Berom)
- 26 листопада — Віктор Ющенко обраний головою партії Наша Україна
- 2 грудня — на тлі масових протестів Конституційний суд Таїланду розпустив правлячу Партію влади народу, головою якої є прем'єр-міністр Сомчаї Вонгсават, бо визнав її винною у фальсифікації виборів. Крім того, Сомчаї і ще чотири лідери партії усунені від політичної діяльності на п'ять років
- 4 грудня — генерал-губернатор Канади Мішель Жан зупинила діяльність парламенту країни, щоб відкласти голосування щодо вотуму недовіри урядові Стівена Гарпера — прем'єр-міністра країни і лідера Консервативної партії. Діяльність парламенту була зупинена до 27 січня 2009 року, коли уряд має представити бюджет країни
- 9 грудня — Європейський союз розпочинає дві місії: цивільної адміністрації EULEX в Косово та військової морської операції проти сомалійських піратів
- 9 грудня — Володимира Литвина обрано головою Верховної Ради. Одразу після призначення голова парламенту оголосив про утворення нової коаліції у складі БЮТ, НУНС і блоку Литвина
- 12 грудня — Швейцарія приєдналася до Шенгенської зони, ставши її 25-м членом. З країн, що не входять до ЄС, до Шенгену ще входять Ісландія та Норвегія
- 14 грудня — на пресовій конференції в Багдаді іракський журналіст Мунтазер Аль-Зайді кинув черевики в президента США Джорджа Буша. 12 березня 2009 журналіст був засуджений на три роки
- 15 грудня — У Таїланді парламент обрав лідера опозиції Абхизіт Вейджаджива (Abhisit Vejjajiva) новим прем'єр-міністром країни
- 15 грудня — КНР і Тайвань після 59-річної перерви відновили пряме транспортне сполучення
- 19 грудня — Україна та США в Вашингтоні уклали хартію про стратегічне партнерство, де наголошується важливість двосторонніх відносин у сфері оборони, безпеки, економіки, торгівлі, енергетичної безпеки, демократії і культурного обміну
- 22 грудня — Король Бельгії Альберт II прийняв відставку уряду Іва Летерма, проте попросив прем'єра і міністрів тимчасово продовжити виконання своїх обов'язків. Ів Летерм подав у відставку 19 грудня у зв'язку зі скандалом, що спалахнув навколо продажу французькому банку BNP Parisbas найбільшої в Бельгії фінансової компанії Fortis
- 22 грудня — після смерті президента Гвінеї Лансана Конте в країні стався державний переворот, правителем оголосив себе капітан Муса Камара
- 27 грудня — Початок ізраїльської військової операції «Литий свинець»: внаслідок авіаудару по смузі Гази загинули 225 чоловік, ще близько 700 чоловік отримали поранення
- 30 грудня — Президент Росії Дмитро Медведєв підписав зміни до Конституції країни, згідно з якими президент РФ обиратиметься строком на шість років, а Держдума — строком на п'ять років. Цей закон був прийнятий Держдумою 21 листопада і схвалений Радою Федерації 26 листопада, потім поправки були схвалені законодавчими зборами всіх 83 суб'єктів федерації

#### Вибори
Дивись також: Календар виборів 2008
- 5 січня — Дострокові вибори президента Грузії. На другий термін обрано М. Саакашвілі.
- 3 лютого — Борис Тадич повторно обраний президентом Сербії.
- 19 лютого — На виборах президента Вірменії перемогу здобув прем'єр-міністр Саркісян Серж.
- 24 лютого — У другому турі президентом Кіпру вибраний Деметріс Христофіас, генсек комуністичної Прогресивної партії трудового народу Кіпру (АКЕЛ).
- 24 лютого — Кубинський парламент в неділю вибрав 76-річного Рауля Кастро головою Держради країни.
- 2 березня — На виборах третього Президента Росії переміг Дмитро Медведєв з результатом 70,28 % голосів.
- 9 березня — парламентські вибори в Іспанії. Соціалістичній робітничій партії Іспанії на чолі з Хосе Луїсом Сапатеро вдалося втримати владу, заручившись підтримкою 43,64 % голосів виборців (169 мандатів Конгресу депутатів).
- 14 березня — Парламентські вибори в іранський меджліс (парламент) восьмого скликання.
- 22 березня — Президентські вибори на Тайвані. Згідно з офіційними результатами новим президентом Тайваню став Ма Інцзю, висуванець правлячої партії Гоміньдан (58 % голосів виборців).
- 29 березня — Парламентські і президентські вибори в Зімбабве. За попередніми даними парламентських виборів, половину місць у парламенті (105 із 210) взяла опозиційна платформа «Рух за демократизацію». Також за даними опозиції вже у першому турі президентських виборів переміг їхній кандидат Морґан Тсванґіраї, набравши 50,3 % голосів виборців, у Роберта Муґабе — 43 %. Протягом 10 днів від дня проведення виборів їхніх офіційних результатів не оголошено.
- 6 квітня — Президентські вибори в Чорногорії. Перемогу вже у першому турі одержав чинний президент Чорногорії — Філіп Вуянович (понад 52 % голосів виборців).
- 10 квітня — За результатами виборів у Конституційну асамблею Непалу перемогу здобула партія маоїстів.
- 13 квітня—14 квітня — на дострокових парламентських виборах в Італії перемогли праві партії, провідною серед яких стала «Народ Свободи» Сільвіо Берлусконі.
- 20 квітня — Загальні (президентські, парламентські, до органів місцевого самоврядування і муніципальні) вибори у Парагваї. Президентом країни вперше за 60 років обрано опозиційного кандидата, колишнього єпископа Фернандо Луго.
- 25 квітня — За підсумками парламентських виборів (другий тур) в Ірані остаточну перемогу зі значною перевагою (69 % від числа усіх мандатів) отримала консервативна партія чинного президента Махмуда Ахмадінеджада.
- 11 травня — На позачергових парламентських виборах у Республіці Сербія перемогу зі значною перевагою одержав проєвропейськи налаштований блок чинного президента Бориса Тадича «За європейську Сербію» (понад 38 % голосів — 103 мандати з 250 парламентських місць)
- 16 травня — На виборах у Домініканській Республіці переобраний чинний президент Леонель Фернандес.
- 21 травня — На парламентських виборах у Грузії впевнено перемагає правляча пропрезидентська партія «Єдиний національний рух».
- 25 травня — Позачергові вибори міського голови та депутатів до міської ради м. Києва. міським головою переобрано Леоніда Черновецького.
- 1 червня — На позачергових виборах до парламенту Північної Македонії перемогла правляча партія VMRO-DPMNE (Всемакедонський революційний рух), набравши бл. 50 % голосів виборців. За оцінкою місії спостерігачів ОБСЄ, яка спостерігала за ходом волевиявлення, парламентські вибори в колишній югославській республіці Македонія «не відповідали ключовим міжнародним стандартам».
- 29 червня — перемогу на парламентських виборах в Монголії здобула правляча Монгольська народна революційна партія. Результати виборів викликали безлад в столиці, застосовані війська.
- 27 липня — перемогу на парламентських виборах у Камбоджі здобула правляча Народна партія Камбоджі (91 із 123 мандатів). Лідер Хун Сен (уже керує 23 роки) правитиме країною ще щонайменше 5 років.
- 5 вересня — Ангола проводить парламентські вибори. Правляча партія MPLA набрала 82 % голосів.
- 6 вересня — президентом Пакистану обраний Асиф Алі Зардарі, співголова Пакистанської народної партій, чоловік вбитої Беназір Бхутто.
- 17 вересня — прем'єр-міністром Таїланду вибраний заступник голови партії «Влада народу» Сомчай Вонгсават, більшість депутатів парламенту, 298 з 480, проголосували за його кандидатуру. Вонгсават — зять колишнього глави уряду Таксина Чинавата, поваленого в 2006 році в результаті військового перевороту
- 17 вересня — Ципі Лівні обрана головою партії Кадима і відтак має стати прем'єром Ізраїля
- 19 вересня — Перші демократичні парламентські вибори в Свазіленді (обираються 55 депутатів нац. Асамблеї, ще 10 призначить король Мсваті III). Діяльність політичних партій у країні заборонено, тому всі кандидати є незалежними (самовисуванцями).
- 21 вересня — парламентські вибори в Словенії: опозиційна Соціал-демократична партія на чолі з Борутом Пахором (майбутній прем'єр) на процент (загалом 29 % або 29 мандатів) випередила правлячих консерваторів з Демократичної партії; інші політсили, що будуть представлені в парламенті — партія «Зарес», Ліберально-демократична партія та Демократична партія пенсіонерів.
- 22 вересня — Асо Таро вибраний головою правлячої ліберально-демократичної партії Японії, він представлятиме партію на виборах прем'єр-міністра
- 28 вересня — Парламентські вибори в Республіці Білорусь.
- 28 вересня — За попередніми результатами (оприлюднені 29 вересня) Парламентських виборів в Австрії правляча Соціал-демократична партія набрала 28,6 %, Народна партія — 25,1 %, Партія Свободи — 17,9, Альянс за майбутнє Австрії — 11,9, Партія зелених — 10,5.
- 12 жовтня — Парламентські вибори в Литві, водночас консультативний референдум про долю Ігналінської АЕС
- 14 жовтня — На дострокових парламентських виборах в Канаді за 308 місць у парламенті боролися 19 партій. За результатами волевиявлення виборців правляча Консервативна партія прем'єра Стівена Гарпера здобула 143 мандати (менше половини), провідна опозиційна Ліберальна партія — 78 мандатів, лівоцентристська «Нові демократи» — 30 мандатів і незалежницький «Блок Квебек» — 46 мандатів
- 15 жовтня — За результатами Президентських виборів в Азербайджані чинного президента і главу правлячої партії «Ені Азербайджан» Ільхама Алієва було переобрано на другий термін з величезним результатом голосів виборців (88,73 %)
- 4 листопада — Американці обрали 44-м президентом США Барака Обаму, віце-президентом став Джозеф Байден.
- 8 листопада — Парламентські вибори у Новій Зеландії
- 30 листопада — Парламентські вибори в Румунії
- 7 грудня — вибори президента в Гані. 28 грудня відбувся другий тур, в якому перемогу здобув кандидат від опозиційної партії Національний демократичний конгрес Джон Атта Міллс
- 14 грудня — парламентські вибори в Туркменістані, вперше за участі закордонних спостерігачів
- 29 грудня — парламентські вибори в Бангладеш

### Економіка
- 2 січня — ціни на нафту вперше в історії досягли відмітки в 100$ за барель
- 21 лютого — британський парламент приймає закон про націоналізацію банку Northern Rock, що зазнав значних збитків від іпотечної кризи в США
- 13 березня — ціни на золото подолали відмітку 1000 доларів за тройську унцію
- 17 березня — інвестиційний банк Bear Stearns, що опинився в кризовій ситуації через іпотечну кризу в США, куплений за мізерною ціною фінансовою компанією J.P. Morgan
- 21 травня — Національний банк України зміцнив курс гривні до рівня 4.85 за долар США
- 11 липня — барель нафти на торгах досяг рекордної ціни $147.5
- 8 вересня — уряд США ухвалив рішення взяти під тимчасове управління іпотечні компанії Fannie Mae та Freddie Mac
- 11 вересня — Євраз завершив операцію з придбання українських металургійних активів групи Приват
- 14 вересня — банк Lehman Brothers вдався до захисних інструментів законодавства про банкрутство США, Bank of America оголосив про придбання Merrill Lynch. Значне загострення економічної кризи, падіння фондових індексів. Іпотечна криза, що зародилася в США, стала світовою фінансовою кризою
- 17 вересня — влада США виділяє $85 млрд в обмін на 80 % акцій AIG, у Великій Британії банк Lloyds TSB купує кризовий іпотечний фонд HBOS за £12 млрд
- 25 вересня — американська влада закрила Washington Mutual (WaMu), третій найбільший за активами банк США. Фінансова компанія JPMorgan Chase того ж дня домовився купити велику частину його бізнесу за 1,9 млрд
- 1 жовтня — Matsushita Electric Industrial перейменована на Panasonic Corporation
- 3 жовтня — Конгрес США погодився виділити $700 млрд на підтримку ринку, паралізованого недовірою банків
- 3 жовтня — уряди Бельгії та Нідерландів націоналізували банк Fortis, найбільшу жертву фінансової кризи в Європі. 6 жовтня французький банк BNP Paribas домовився про придбання активів бельгійського банку Fortis на суму 14,7 млрд євро у Бельгії і Люксембурга, які б залишалися міноритарними акціонерами. Таким чином, BNP Paribas став би найбільшим європейським банком за об'ємом внесків, до 600 млрд євро. Проте акціонери банку відхилили пропозицію про продаж, а уряд Іва Летерма змушений був піти у відставку.
- 3 жовтня — обвал на світових біржах: Nikkei закрився -4 %, європейські індекси впали на понад 7 %, російський ММВБ та РТС на 19 %, американські індекси на 4 %
- 8 жовтня — ФРС США, Європейський Центральний банк, банки Англії, Канади, Швейцарії і Швеції скоординовано знизили облікову ставку на 0,5 процентних пункту як антикризовий захід
- 12 жовтня — в Парижі в Єлісейському палаці екстрена зустріч президентів і прем'єрів Єврогрупи, що об'єднує 15 країн зони євро, а також голови Єврокомісії Жозе Мануел Баррозу і глави Європейського Центрального банку (ЄЦБ) Жана-Клода Тріше. Мета саміту — розробити спільний план дій країн зони євро і ЄЦБ, що зіткнулися з фінансовою кризою.
- 17 жовтня — французький «план порятунку» фінансової системи вартістю в 360 мільярдів євро, запропонований президентом Саркозі і схвалений напередодні обома палатами французького парламенту, затверджений урядом країни. Водночас нижня палата парламенту Німеччини схвалила «план порятунку» економіки країни вартістю в 500 мільярдів євро, що має запобігти банкрутствам банків і розблоковувати кредитні ринки
- 25 жовтня — у столиці Польщі Варшаві, через 25 років після початку будівництва, запущена перша лінія метро. Лінія, завдовжки 20 кілометрів, містить 23 зупинки і перетинає місто з півночі на південь
- 29 жовтня — Комітет з відкритих ринків Федеральної резервної системи США ухвалив рішення понизити облікову ставку до 1 %
- 31 жовтня — Банк Японії вперше з березня 2001 понизив облікову ставку, з 0.5 % до 0,3 %
- 31 жовтня — Верховна Рада України прийняла антикризовий законопроєкт президента, який має відкрити можливість отримати багатомільярдну позику від МВФ
- 3 листопада — найбільші банки Бразилії Itau і Uniao оголосили про злиття і створення найбільшої фінансової групи в Південній Америці. Об'єднана компанія отримає назву Itau Unibanco Holding і активи в $265 млрд
- 3 листопада — Єврокомісія оголосила, що зона євро увійшла до фази рецесії
- 4 листопада — Кабінет міністрів України затвердив план підтримки банківської системи і порядок рекапіталізації банків. Акції «проблемних» банків обмінюватимуться на облігації внутрішньої державної позики. Через цей інструмент держава входитиме в статутний капітал банку, після чого Національний банк України викупить ці папери.
- 5 листопада — брати Сергій і Андрій Клюєви перейняли контроль над Промінвестбанком у родини Матвієнків
- 5 листопада — Рада директорів Міжнародного валютного фонду схвалила надання Україні кредиту за програмою stand-by на суму 16,4 мільярда доларів строком на 2 роки
- 6 листопада — Рада директорів Міжнародного валютного фонду ухвалила надання Угорщині стабілізаційного кредиту stand by на суму 15,7 млрд доларів строком на 17 місяців
- 7 листопада — Group DF Дмитра Фірташа купує контрольний пакет акцій банку «Надра»
- 12 листопада — Єврокомісія оштрафувала японську Asahi, бельгійську Soliver, британську Pilkington і французьку Saint-Gobain на 1,3 млрд євро за картельну змову: протягом 5 років — з 1998 по 2003 рр. компанії встановлювали ціни на автомобільне скло шляхом змови і контролювали близько 90 % цієї галузі ринку. Такий розмір штрафу є найбільшим з тих, які коли-небудь накладалися на компанії за картельну змову
- 17 листопада — уряд Японії оголосив, що економіка країни, друга в світі за величиною, вступила в стадію рецесії, вперше з 2001 року. ВВП Японії в третьому кварталі 2008 року скоротився на 0,4 відсотка в річному численні. У другому кварталі він зменшився на 2,4 відсотка.
- 19 листопада — Виконавча рада Міжнародного валютного фонду схвалила виділення Ісландії кредиту у розмірі 2,1 мільярдів доларів строком на два роки
- 26 листопада — Єврокомісія схвалила пакет підтримки європейської економіки в 200 мільярдів євро. План буде представлений на саміті ЄС в грудні, де його мають схвалити європейські лідери
- 1 грудня — Національного бюро економічних досліджень США оголосило, що економіка країни перебуває в стані рецесії з грудня 2007 року. Такий висновок ґрунтується на аналізі низки макроекономічних показників, зокрема рівня безробіття, спаду промислового виробництва і скорочення ВВП. Слідом головні біржові індекси Dow Jones, Standard & Poor's, Nasdaq впали на 8 %
- 11 грудня — в Нью-Йорку заарештований Бернард Медофф, колишній голова ради директорів американської фондової біржі Nasdaq і впливовий фінансист, за підозрою в організації найбільшої в світі фінансової піраміди вагою в 50 млрд доларів
- 16 грудня — Комітет з відкритих ринків Федеральної резервної системи США ухвалив рішення знизити облікову ставку з 1 % до рекордних 0-0,25 %
- 18 грудня — торги доларом на українському міжбанківському валютному ринку завершилися в діапазоні 9,55-9,80 гривні за долар, торги євро — 13,9515-14,3228 гривні за євро
- 19 грудня — один з найбільших в світі виробників споживчої електроніки Panasonic Corp. і компанія Sanyo Electric Co. Ltd. уклали угоду про злиття
- 19 грудня — уряд США ухвалив рішення про надання автопромисловим гігантам країни General Motors і Chrysler кредитів на 17,4 мільярда доларів під заставу неголосуючих акцій і низку інших гарантій
- 23 грудня — міністри енергетики 12 держав в Москві утворили «Форум країн-експортерів газу» (ФКЕГ). Штаб-квартира Форуму розташовуватиметься в Досі (Катар)
- 23 грудня — в Москві президент Сербії Борис Тадич і російський президент Дмитро Медведєв підписали договір про участь Сербії в «Південному потоці» і про продаж «Газпрому» контрольного пакету компанії «Нафтова індустрія Сербії» (NIS), найбільшої енергетичної компанії Сербії
- 30 грудня — глави шести арабських країн — Бахрейна, Катару, Кувейту, Об'єднаних Арабських Еміратів, Омана і Саудівської Аравії, що входять в Раду співпраці арабських держав Перської затоки, схвалили угоду про створення єдиного валютного союзу в рамках підготовки введення нової спільної валюти — халіджі

### Річниці
- 29 січня — 90 років з дня бою під Крутами.
- 23 жовтня — Європарламент визнав голодомор злочином проти людяності і висловив співчуття українському народу
- 30 жовтня— Законодавча Асамблея провінції Альберта (Канада) одностайно ухвалила Закон про встановлення Дня пам'яті голоду та геноциду (Голодомору) 1932—1933 років в Україні, який відзначатиметься четвертої суботи листопада щороку.
- 22 листопада — в Україні за участю Президента Віктора Ющенка пройшли масштабні заходи зі вшанування пам'яті жертв Голодомору 1932—1933 років. Зокрема, за адресою Київ, вул. Мазепи 15А, відкритий Меморіал пам'яті жертв Голодоморів. Пам'ятники пам'яті відкрито в Одесі, Вінниці, на Сумщини обласний меморіал в селі Піски. В Україні оголошено Загальнонаціональну хвилину мовчання

### Наука і техніка
Докладніше див. 2008 у науці.
- 26 лютого — офіційне відкриття Всесвітнього сховища насіння на острові Шпіцберген.
- 7 вересня — Іран, Китай і Таїланд вивели на орбіту супутник китайською ракетою-носієм
- 10 вересня — пробний запуск Великого адронного колайдера приблизно на 1/30 потужності
- 25 вересня — третя китайська пілотована космічна експедиція з трьома космонавтами на борту під назвою «Шеньчжоу VII» була виведена на земну орбіту. 27 вересня був здійснений вихід у відкритий космос, 28 вересня посадочний модуль успішно приземлився.
- 12 жовтня — російська ракета-носій «Союз-ФГ» з космічним кораблем «Союз ТМА-13» стартувала з Байконура на МКС. На борту знаходяться російський космонавт Юрій Лончаков, астронавт NASA Майкл Фінк і шостий космічний турист Річард Герріот. Спусковий апарат «Союз ТМА-12» з Сергієм Волковим, Олегом Кононенком і Річардом Герріотом 24 жовтня приземлився в Казахстані
- 22 жовтня — Індія відправила зонд «Чандраян-1» на орбіту Місяця. Запуск був проведений з космодрому імені Сатіша Дхавана, розташованого на острові Шрихарикота в Бенгальській затоці
- 30 жовтня — з китайського космодрому Січан в провінції Сичуань був запущений перший венесуельський телекомунікаційний супутник «Симон Болівар». Супутник був створений китайськими фахівцями на замовлення уряду Венесуели.
- 15 листопада — здійснений успішний запуск американського шаттла Endeavour в рамках місії STS-126. Планована тривалість польоту — 14 діб. У складі екіпажу Endeavour — 7 астронавтів, зокрема і американо-українська астронавтка Гайдемарі Стефанишин-Пайпер
- 17 листопада — Intel почав продаж процесорів нового покоління Core i7
- 16 грудня — в Пекіні країни Азії і Океанії, Китай, Бангладеш, Іран, Монголія, Пакистан, Перу і Таїланд, створили власне космічне агентство — Азійсько-тихоокеанське космічне агентство (англ. Asia-Pacific Space Cooperation Organization, APSCO)
- Вийшла друком 17-та редакція американського підручника з внутрішніх хвороб Основи внутрішньої медицини за ред. Т. Гарісона.

### Культура
- 25 січня — світова прем'єра фільму українського режисера Ігоря Подольчака «Las Meninas» у конкурсі Ротердамського Міжнародного Кінофестивалю[недоступне посилання з листопада 2018].
- 25 травня — Діма Білан виграв конкурс Євробачення, Ані Лорак посіла друге місце.
- 14 червня — концерт Пола Маккартні у Києві
- 12 вересня — концерт гурту Queen + Пол Роджерс у Харкові

Див. також:
- 2008 у музиці
- 2008 у кіно

### Медицина
- 26 березня - вперше в Новій Шотландії, Канада відбулась акція на підтримку хворих на епілепсію, яка отримала назву - Фіолетовий день

### Спорт
- 23 січня — 31 січня — футбольний Кубок Першого каналу виграло київське «Динамо»
- 25 січня — сестри Альона та Катерина Бондаренки виграли парний розряд «Australian Open-2008», це перший подібний успіх українських тенісистів на змаганнях Великого Шолому
- 7 червня — 29 червня — Чемпіонат Європи з футболу 2008 приніс перемогу збірній Іспанії
- 8 — 24 серпня — Олімпійські ігри в Пекіні (див. нижче)
- 11 жовтня — боксер Віталій Кличко переміг Семюеля Пітера в Берліні, після чотирьох років перерви в професійній кар'єрі. Кличко повернув собі пояс чемпіона за версією WBC
- 15 листопада в англійському Ліверпулі завершився Чемпіонат Європи серед боксерів-любителів, за підсумками якого збірна України вперше в своїй історії зайняла перше загальнокомандне місце. Золото в своїх вагових категоріях здобули Георгій Чигаєв, Василь Ломаченко, Іван Сенай, Олександр Усик
- 25 листопада в Дрездені на Всесвітній шаховій Олімпіаді українська збірна нагороджена «Кубком Нони Гаприндашвілі» за найкращий сумарний результат жіночої та чоловічої команд
- 13 грудня — Володимир Кличко захистив титул чемпіона світу з боксу в суперважкій вазі за версіями IBF і WBO. У шостому раунді він технічним нокаутом переміг американця Хасима Рахмана

#### Пекінська Олімпіада
- 8 — 24 серпня — Олімпійські ігри в Пекіні.
- 8 серпня — у Пекіні відкриті XXIX Літні Олімпійські ігри.
- 12 серпня — український дзюдоїст Роман Гонтюк виборов бронзову медаль. Ця медаль стала першою для українських спортсменів на цій Олімпіаді.
- 13 серпня — українські стрибуни у воду Ілля Кваша і Олексій Пригоров здобули бронзу у стрибках триметрового трампліна. Цього ж дня бронзові медалі здобули Армен Варданян (греко-римська боротьба) і Наталя Давидова.
- 14 серпня — українська жіноча збірна з фехтування на шаблях у складі Ольги Харлан, Олени Хомрової, Галини Пундик та Ольги Жовнір здобула золоту медаль. У фіналі вони перемогли команду Китаю з мінімальним відривом (45:44), програючи під час зустрічі більше 10 очок.
- 15 серпня — Артур Айвазян (кульова стрільба) і Віктор Рубан (стрільба з лука) вибороли золоті медалі.
- 16 серпня — Олександр Петрів здобув «золото» Пекіна у швидкісній стрільбі з пістолета. Олімпійська чемпіонка Афін Ірина Мерлені здобула бронзову медаль у вільній боротьбі (вага до 48 кг). Ольга Коробка здобула срібну медаль у важкій атлетиці. Відразу дві українки піднялися на п'єдестал у семиборстві (легка атлетика): Наталя Добринська виборола золоту медаль, а Людмила Блонська — срібну (22 серпня Блонська була позбавлена медалі через уживання допінгу).
- 17 серпня — Юрій Сухоруков здобув срібну медаль у стрільбі з гвинтівки із трьох положень, а Леся Калітовська — бронзову медаль у велотреку.
- 18 серпня — український гімнаст Олександр Воробйов здобув «бронзу» у вправах на кільцях; Олена Антонова виборола «бронзу» в метанні диска.
- 19 серпня — український борець Василь Федоришин здобув срібну медаль.
- 20 серпня — український борець Андрій Стаднік здобув срібну медаль.
- 21 серпня — український борець Тарас Данько здобув бронзову медаль.
- 22 серпня — бронзові медалі здобули українці В'ячеслав Глазков (бокс), Вікторія Терещук (сучасне п'ятиборство) і Денис Юрченко (легка атлетика)
- 23 серпня — у День Державного прапора України шість разів підіймався синьо-жовтий стяг у Пекіні. Цього дня серед українців медалі здобули: каноїст Юрій Чебан (бронзова), байдарочниця Інна Осипенко-Радомська (золота), боксер Василь Ломаченко (золота), легкоатлетки Ірина Ліщинська (срібна) і Наталія Тобіас (бронзова), гімнастка-художниця Анна Безсонова (бронзова).
- 24 серпня — відбулося урочисте закриття XXIX Олімпійських ігор.

Українська команда завоювала на Іграх 27 медалей (найбільша кількість за весь час участі незалежної України в Олімпійських іграх): 7 золотих, 5 срібних та 15 бронзових.
Серед найпомітніших подій Олімпіади відзначаються:
- американець Майкл Фелпс виграв усі вісім дистанцій у плаванні, в яких брав участь. Ці 8 золотих нагород на одній Олімпіаді є рекордом Олімпійських ігор, а разом з 6 золотими медалями Афін Фелпс став найтитулованішим олімпійцем сучасності;
- ямайський спринтер Усейн Болт виграв три золота в бігу з трьома світовими рекордами, в тому числі дистанцію 100 метрів за рекордний час 9,69 с;
- росіянка Олена Ісінбаєва взяла золото у стрибках з жердиною, встановивши новий світовий рекорд 5,05 м.

- 6 вересня — у Пекіні відкрилися Паралімпійські ігри
- 17 вересня Паралімпійські ігри завершилися. В офіційному медальному заліку збірна України з 74 (24 золотих-18 срібних-32 бронзових) нагородами посіла четверту сходинку. Перше місце в команди Китаю — 211 (89-70-52). Друга позиція у Великій Британії — 102 медалі (42-29-31) та третя команда США — 99 (36-35-28).

Див. також Категорія:Спортивні події 2008

### Аварії й катастрофи
- 23 січня — На північному заході Польщі розбився військовий літак CASA С-295, загинуло 20 чоловік.
- 21 лютого — У венесуельських Андах розбився літак ATR 42-300 франко-італійського виробництва, загинуло 46 чоловік.
- 13 березня — У Егейському морі біля берегів Греції внаслідок зіткнення зі скелею потонув круїзний лайнер «Георгіс». З судна евакуювали 278 пасажирів і 35 членів екіпажу.
- 15 березня — вибухи на військових складах поблизу Тирани. 26 вбитих та близько 300 поранених.
- 23 березня — в акваторії Гонконга після зіткнення з китайським суховантажним судном затонуло українське судно «Нафтогаз-67». 7 членів екіпажу врятовані, 18 зникли безвісти.
- 27 березня — в Чорне море впав український вертоліт Мі-8, що прямував до острова Зміїний. Загинуло 13 прикордонників.
- 28 квітня — о 4:43 ранку за місцевим часом, поїзд Пекін — Циндао зіткнувся із зустрічним поїздом. За попередніми даними загинуло 66 чоловік, 246 — поранено, 51 з яких перебували в важкому стані.
- 28 квітня — український вертоліт Мі-8 впав на плавучу платформу «Тавріда» в Чорному морі, загинуло 20 чоловік.
- 4 травня — буревій «Наргіс» у М'янмі забрав життя понад 78 000 людей, 56 000 зникли безвісти, півтора мільйона залишилися просто неба.
- 12 травня — в китайській провінції Сичуань о 14:28 за місцевим часом стався землетрус силою 8 балів, який забрав життя близько 70 тисяч людей.
- 8 червня — потужній вибух метану на шахті імені Карла Маркса у Єнакієвому. В зону вибуху перебувало 37 шахтарів, 23 з них вдалося спасти в рятувальній операції. Загинуло 13 шахтарів.
- 10 червня в аеропорту Хартума зазнав аварії літак Airbus A310, 33 людей з 217 на борту загинули.
- 21 червня тайфун «Феншень» перекинув філіппінський пором Princess of Stars, на якому перебувало понад 800 пасажирів. Урятувалося 57.
- 23—26 липня — потужні грозові зливи спричинили велику повінь на західній Україні, північній Румунії та Молдові. В Україні загинуло понад 30 людей, в Румунії стихія забрала життя 5-ох. Унаслідок території 6 областей Західної України оголошено зоною стихійного лиха.
- 20 серпня — у мадридському аеропорту Барахас на злеті зазнав катастрофи літак MD-82 компанії Spanair, що прямував на Канари. Загинуло 153 людини
- 24 серпня — при спробі аварійної посадки в аеропорту Бішкека впав і згорів лайнер Boeing 737. З 90 людей на борту вижило 25.
- 28 серпня — вибухи на військових складах коло станції Лозова в Харківській області
- 29 серпня — тропічний шторм «Густав» забрав 85 життів в карибських країнах
- 5 вересня — ураган «Ганна» вбив на Гаїті майже 500 людей
- 6 вересня — обвал зійшов на густонаселений район на околиці Каїра, розташовані біля підніжжя гори Мукаттам. Величезні брили вагою в сотні тонн, деякі з яких досягали 30 метрів у висоту, повністю зруйнували більше 35 будинків. Безвісти зниклими вважаються близько п'яти сотень чоловік.
- 11 вересня — пожежа а тунелі під Ла-Маншем, рух транспорту зупинено
- 13 вересня — приміський поїзд з Лос-Анджелеса зіткнувся з товарним поїздом, 24 пасажира загинули
- 14 вересня — в Пермі розбився літак Боїнг-737, всі 88 чоловік на борту загинуло. При падінні літака пошкоджена Транссибірська магістраль
- 14 вересня — в Мармуровому морі затонув турецький пором зі 150 пасажирами, 30 людей оголошені зниклими безвісти
- 25 вересня — у нейтральних водах ближче до Кенії сомалійські пірати захопили українське судно «Фаїна», яке йшло під прапором Белізу до Кенії і перевозило військову техніку, зокрема, приблизно 30 танків Т-72
- 27 вересня — неподалік територіальних вод Болгарії затонуло судно «Толстой» під прапором КНДР, команда складала 10 чоловік, 9 з яких — українці, 2 врятувалися
- 6 листопада — в містечку Нереттес неподалік столиці Гаїті Порт-о-Пренс зруйнувався католицький коледж La Promesse під час навчань дітей. 82 людини загинули під уламками, сотні зазнали поранень
- 8 листопада — в результаті аварії на атомному підводному човні Тихоокеанського флоту Росії загинули понад 20 чоловік
- 27 листопада — під час технічного випробування у Франції зазнав аварії і впав в море пасажирський літак Аеробус А320. На борту було 7 чоловік
- 24 грудня — в Євпаторії внаслідок вибуху газу зруйновано три під'їзди 5-поверхового житлового будинку. Загинуло 27 людей, витягти живими з-під уламків вдалося 21. 26 грудня оголошено в країні днем жалоби

## Народились
Див. також Категорія:Народились 2008
- 3 січня — Реган Реворд, американська актриса.
- 4 січня — Раїсса Леал, бразильська скейтбордистка.
- 24 січня — Ібраїм Мбає, французький футболіст
- 29 лютого — Йорті Мокіо, бельгійський футболіст
- 10 березня — Франческо Камарда, італійський футболіст.
- 11 березня — Алехандро Гомес Родрігес, англійський і венесуельський футболіст.
- 12 березня — Емма Кок, нідерландська співачка.
- 13 березня — Руді Матондо, французький футболіст
- 23 березня — Зе Лукас, бразильський футболіст
- 16 квітня — Принцеса Елеонора, бельгійська принцеса, дочка короля Філіпа І.
- 26 травня — Онофрійчук Таїсія Андріївна, українська художня гімнастка.
- 15 липня: 
  - Ієн Армітідж, американський актор.
  - Тоні Фернандес, іспанський футболіст
- 19 липня — Натан Де Кат, бельгійський футболіст.
- 30 серпня — Джиліан Н'Гессан, французький футболіст.
- 18 вересня — Джексон Роберт Скотт, американський актор.
- 16 жовтня - Ігнатій Віталій Сергійович, Український Відеоблогер.
- 7 грудня — Саммер Фонтана, американська акторка кіно та телебачення.

## Померли
Докладніше: Категорія:Померли 2008, Список померлих 2008 року

## Шевченківська премія
Див. докладніше: Національна премія України імені Тараса Шевченка — лауреати 2008 року

## Нобелівська премія
- з медицини та фізіології: Люк Монтаньє (Luc Montagnier) і Франсуаза Барр-Сінуссі (Francoise Barre-Sinoussi), за вивчення вірусу імунодефіциту людини (ВІЛ), та Гаральд цур Гаузен (Harald zur Hausen) за дослідження ролі папілома-вірусу в розвитку раку шийки матки
- з фізики: Йоїтіро Намбу за відкриття спонтанного порушення електрослабкої симетрії та Кобаясі Макото і Масукава Тосіхіде за пояснення причин цього явища
- з хімії: Осаму Симомура, Мартин Чалфі і Роджер Тсієн, за створення і розробку різних форм зеленого флуоресцентного білка
- з літератури: Жан-Марі Гюстав Ле Клезіо (Jean-Marie Gustave Le Clezio)
- Нобелівська премія миру: Марті Ахтісаарі, колишній президент Фінляндії, «за ті зусилля у вирішенні міжнародних конфліктів, які він прикладав на кількох континентах протягом трьох десятиліть»
- з економіки: Пол Кругман, «за дослідження в області структури торгівлі і розміщення виробництва»

## Державна премія України в галузі науки і техніки 2008
Див. докладніше: Державна премія України в галузі науки і техніки — лауреати 2008 року